# Center Methodist Church
Als Center Methodist Church (auch Center Methodist Episcopal Church, heute Provincetown Public Library) ist ein ehemaliges Kirchengebäude und heutige Bibliothek in das National Register of Historic Places eingetragen. Das Gebäude steht an der Adresse 356 Commercial Street in Provincetown im Bundesstaat Massachusetts der Vereinigten Staaten.

## Architektur
Das Gebäude ist eines der am besten erhaltenen Beispiele für Viktorianische Architektur im Italianate-Stil in Provincetown. Während ihre Basis rustiziert ausgeführt ist, sind die oberen Ebenen mit glatt geschliffenen Brettern verkleidet. Die zweite Etage wird von Pilastern in Ionischer Ordnung in drei Joche unterteilt.

## Geschichte

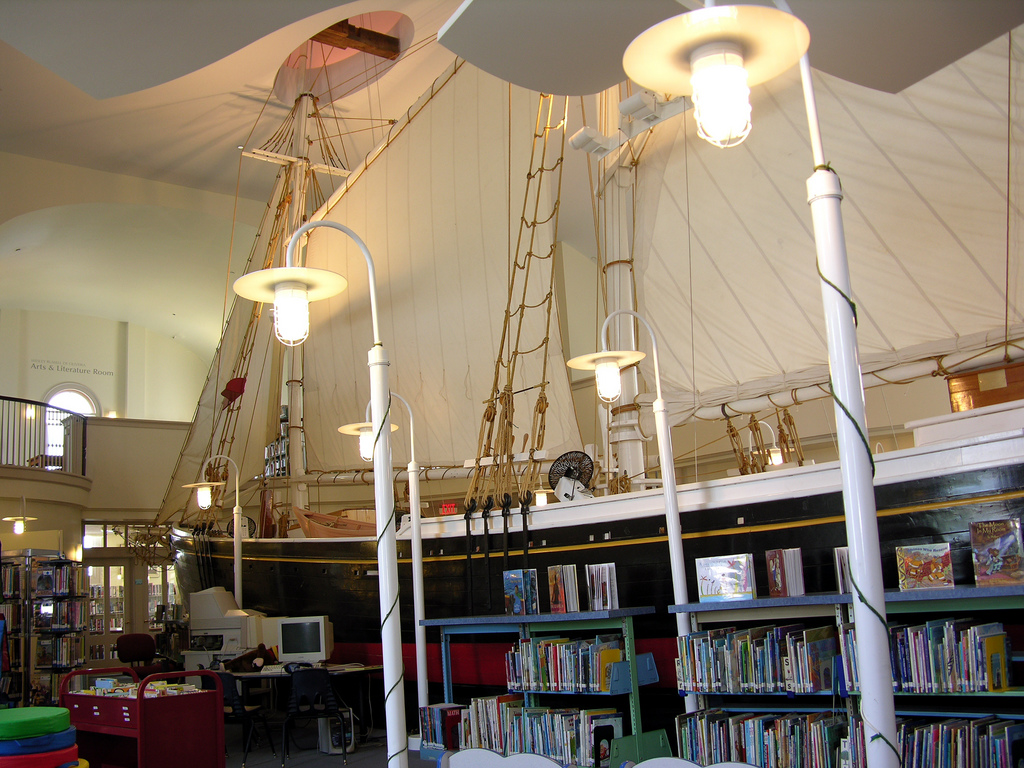
Das 1:2-Modell der Rose Dorothea im Innenraum der Bibliothek

Das Gebäude wurde 1860 als größte Methodistenkirche der Vereinigten Staaten errichtet und kostete zu diesem Zeitpunkt 22.000 US-Dollar (heute ca. 740.000 Dollar). 128 Kirchenbänke boten Platz für insgesamt 900 Personen. Der ursprünglich 162 ft (49,4 m) hohe Turm der Kirche wurde 1898 bei einem Sturm beschädigt und wurde 2007 durch einen 100 ft (30,5 m) aufragenden Neubau ersetzt.
1958 verkaufte die Kirchengemeinde das Gebäude an Walter P. Chrysler, Jr., der es als Chrysler Art Museum zu seinem privaten Kunstmuseum umbauen ließ. Dieses hatte jedoch – vor allem aufgrund kaum vorhandener Besucherparkplätze – nur mäßigen kommerziellen Erfolg, weshalb es Chrysler im Jahr 1970 schloss und 1971 als Chrysler Museum of Art in Virginia neu eröffnete.
Nach einigen Jahren Leerstand erwarben 1974 Jules Brenner und Frederic Jungmann die Kirche von Chrysler zu einem Preis von 90.000 US-Dollar (heute ca. 494.000 Dollar) und richteten dort das Museum Center for the Arts ein, das zwar kulturell, aber finanziell wie der Vorgänger ebenfalls nicht erfolgreich war und daher bereits ein Jahr später wieder geschlossen werden musste.
Im Oktober 1975 wurde die Kirche auf das gemeinsame Bestreben der Provincetown Historical Association und des Historic District Study Committee hin in das National Register of Historic Places eingetragen, was 1976 zum Kauf des Gebäudes durch die Stadtverwaltung für 135.000 US-Dollar (heute ca. 643.000 Dollar) führte. Das dort neu eingerichtete Provincetown Heritage Museum wurde am 4. Juli 1976, dem US-amerikanischen Nationalfeiertag, eröffnet und blieb bis in das Jahr 2000 in Betrieb.
Da im Zeitablauf die Besucherzahlen des Museums zurückgingen, die Benutzerzahlen der örtlichen Bibliothek aber kontinuierlich anstiegen, wurde beschlossen, das ehemalige Kirchengebäude in die neue Stadtbibliothek umzuwandeln. 2002 wurde in Kooperation mit der Massachusetts Historical Commission mit den Umbauarbeiten begonnen, und im April 2005 konnte die neue Provincetown Public Library eröffnet werden. Eine Besonderheit ist ein Modell des Schiffs Rose Dorothea im Maßstab 1:2, das im Innenraum aufgebaut ist und aus den Beständen des Provincetown Heritage Museum übernommen wurde. Heute wird die Bibliothek im Stadtzentrum von Provincetown intensiv genutzt. Ihr Bestand umfasst rund 40.000 Bücher sowie 30 Kunstgegenstände, darunter den silbernen Lipton Cup aus dem Jahr 1907, den die Rose Dorothea gewinnen konnte.

## Rose Dorothea

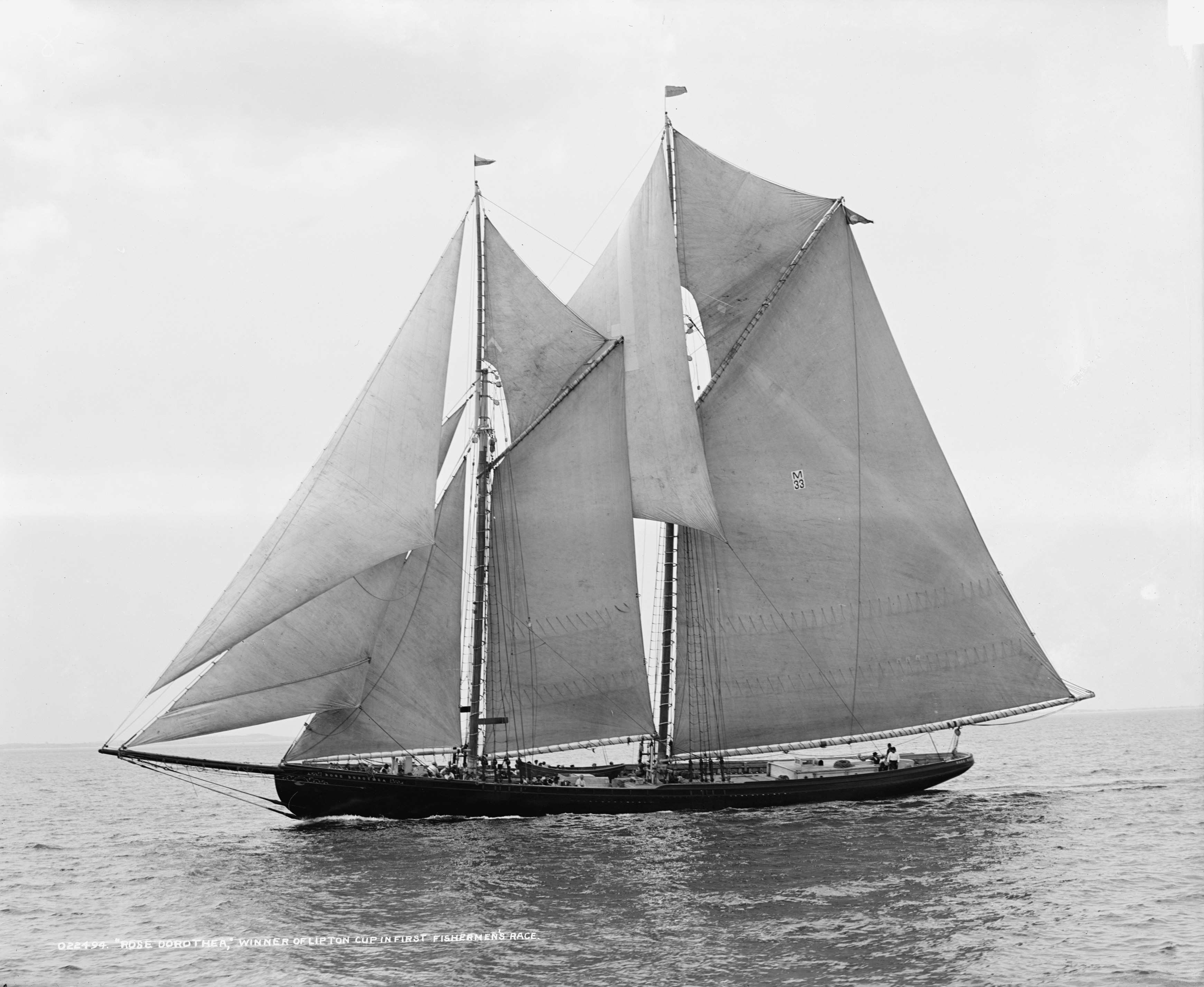
Die Rose Dorothea während des Lipton Cup, 1907

Der 108,7 ft (33,1 m) lange und 108 Tonnen schwere Schoner Rose Dorothea wurde 1905 auf der Werft Tarr & James Shipyard in Essex gebaut. Mit einer Besatzung von 26 Seeleuten wurde sie als Frachtensegler zwischen der alten und neuen Welt eingesetzt, wobei ihr abgerundeter Bug eine Fahrt hart am Wind zuließ, was sie schneller als andere Schoner dieser Zeit machte. Anlässlich der Bostoner Old Home Week-Feierlichkeiten am 1. August 1907 stiftete Sir Thomas Lipton einen Pokal für ein Wettsegeln in der Massachusetts Bay, an dem ausschließlich Berufsfischer teilnehmen durften. Mit der Jessie Costa und der Rose Dorothea kamen gleich zwei der Teilnehmer aus Provincetown zu dem Rennen, das auf 42 mi (67,6 km) angelegt war und vom Boston Light über das Eastern Point Light bis nach Gloucester und zurück führte. Obwohl sie ihre Vormarsstenge verloren hatte, gewann die Rose Dorothea das Rennen und erhielt neben dem Lipton Cup eine Siegprämie in Höhe von 650 US-Dollar (heute ca. 19.300 Dollar).
Das Schiff wurde am 16. Februar 1917 durch das deutsche U-Boot U 21 15 Meilen vor Cabo de Santa Maria (Portugal) gestoppt und versenkt, nachdem den Seeleuten erlaubt worden war, in die Rettungsboote zu steigen.